# Теарахт
Теарахт (ирл. an Tiaracht, англ. Inishtearaght, англ. Tearaght Island) — остров на юго-западе Ирландии, графство Керри, один из островов архипелага Бласкет.
Это необитаемый скалистый остров к западу от полуострова Дингл и самый западный из островов группы Бласкет, таким образом, это самый западный остров в Ирландии и на Британских островах.
Западнее его располагается только несколько скалистых образований.
Остров разделен на две части, большую восточную часть (200 метров) и западную часть, которая простирается на 116 метров. Узкая горловина скалы с естественным туннелем соединяет две части острова. На Теарахте находится самая высокая вершина Ирландии высотой в 1045 метров.
На острове расположен маяк. Это самое западное подобное сооружение в Европе. Маяк был установлен на острове в 1870 году и автоматизирован в 1988 году. Маяк находится под охраной Главного управления маяками для острова Ирландия (англ. Irish Lights) и прилегающих морей и островов. В качестве основного учреждения, управляющего маяками, оно контролирует прибрежные огни и навигационные знаки, предоставляемые местными властями для маяков; формирует окружные советы и портовые власти. Маяк находится на высоте 84 метра над водой. Публичный доступ к острову невозможен, он осуществляется только посредством получения разрешения от комиссара Irish Lights.